# Boubel
Boubel (též larvocysta, uher, odborně metacestod) je označení pro vývojové larvální stadium tasemnic v mezihostiteli. 

## Charakteristika boubele a jejich vznik

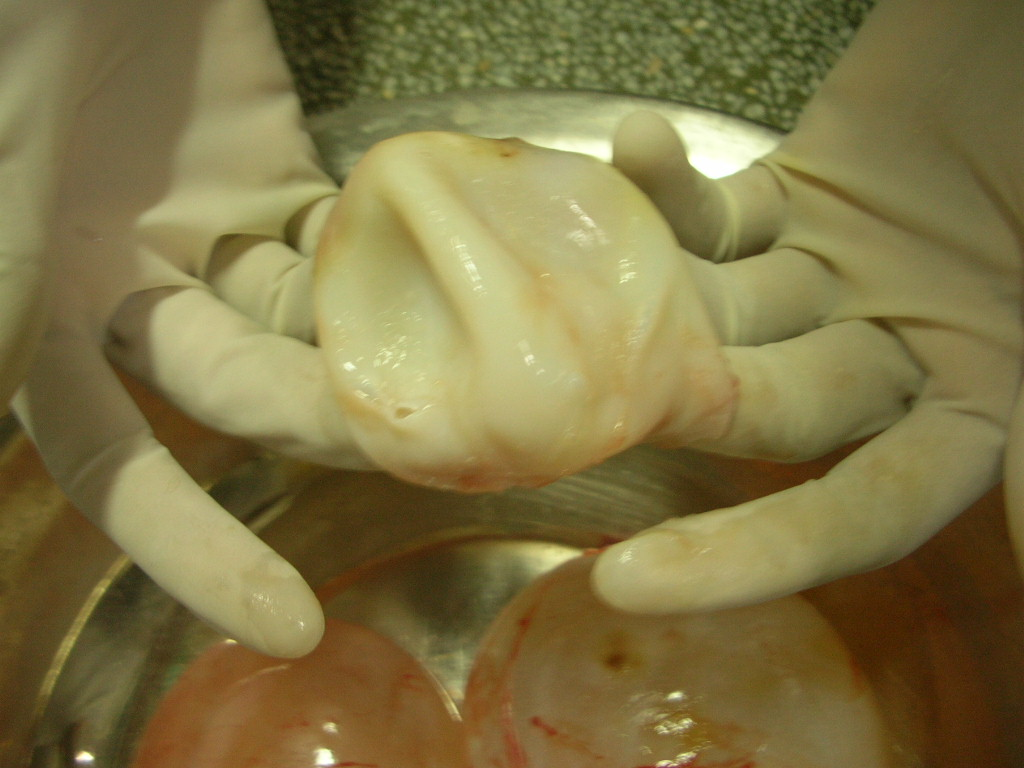
Hydatida - velká měchýřkovitá cysta měchožila zhoubného

Zatímco dospělé tasemnice se vyskytují pouze ve střevě, jejich lárvální stádia (boubele) v mezihostitelích se mohou nacházet v různých orgánových systémech – svalovina, játra, smyslové orgány. Boubele vznikají pozřením vajíček tasemnic vnímavým mezihostitelem. V trávicím traktu dojde k narušení obalové části vajíčka (embryoforu) a k uvolnění larvy s háčky zvané onkosféra. Ta penetruje střevní stěnu a krevním oběhem je přenesena do různých orgánů. V místě, kde se uchytí se přemění v samotnou larvocystu-boubel. Larvocysta poté roste, vyvíjí se, přičemž se uvnitř vytvoří zárodek skolexu tasemnice. Pouze u tasemnice rodu Echinococcus dochází k nepohlavnímu rozmnožování a v jedné larvocystě se tak mohou vyvinout stovky až tisíce zárodků skolexů. U ostatních tasemnic se vyvine pouze jeden skolex.
Larvocysty nemigrují tkáněmi ani aktivně neničí okolní tkáně. Larvocysty v podstatě jen čekají, až je mezihostitel pozřen konečným hostitelem a skolex z boubele se může uchytit ve střevě jako dospělá tasemnice. Životnost larvocyst je proto značná, u některých druhů i několik let. Larvocysty v orgánech působí na tkáně mechanicky, mohou ovlivňovat i jejich funkce. Hostitelský organismus reaguje na přítomnost larvocyst imunitní reakcí. 

## Typy boubele

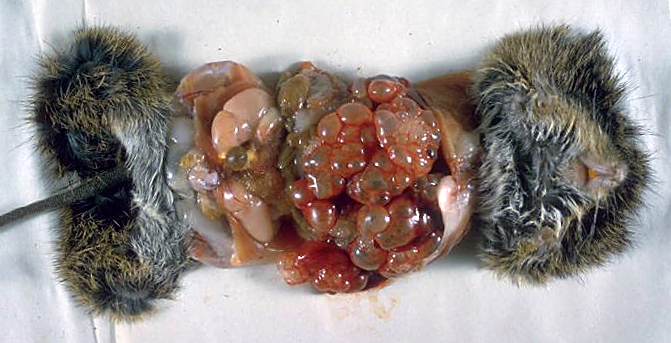
alveolococcus

- hydatida – larva měchožila zhoubného (Echinococcus granulosus), definitivní hostitel je pes, mezihostitel je kopytník (případně člověk), hydatida je měchýřkovitý útvar vyplněný skolexy, u člověka může dorůstat až velikosti dětské hlavičky;
- cysticerkus – larva některých tasemnic rodu Taenia:
  - cysticercus bovis – larva tasemnice bezbranné (Taenia saginata) = „uher hovězí“, definitivní hostitel je člověk, mezihostitel je hovězí dobytek; vyskytuje se hlavně v srdci a žvýkacích svalech skotu; přítomnost larev v mase se označuje též uhřivost

Cysticerky tasemnice dlouhočlenné v lidském mozku u pacienta s neurocysticerkózou

  - Cysticerky tasemnice dlouhočlenné v lidském mozku u pacienta s neurocysticerkózoucysticercus cellulosae – larva tasemnice dlouhočlenné (Taenia solium), definitivní hostitel je člověk, mezihostitel je prase; vyskytuje se hlavně ve svalovině jazyka, jícnu, srdce, bránice a na vnitřní svalovině břišní
- coenurus – larva tasemnice vrtohlavé (Taenia multiceps), definitivní hostitel je zástupce psovitých, nejčastěji vlk, mezihostitel je ovce; vyvíjí se v různých tkáních, hlavně pak v mozku, kde utlačuje mozkovou tkáň a vyvolává neurologické příznaky – „vrtohlavá“, potácející se, poskakující a nepřiměřeně reagující ovce;
- alveokok – larva měchožila bublinatého (Echinococcus multiocularis), definitivní hostitel je liška, mezihostitel je hlodavec;
- cysticerkoid – larva tasemnic u hmyzu a roztočů (např. Hymenolepis)
- strobilocerkus – ve skolexu se vytváří jedna strobila
- tetrathyridium – za scolexem ocáskovitý přívěsek, nemá články